# Тар'я Кронберґ
Тар'я Кронберґ (фін. Tarja Anneli Cronberg), до шлюбу Маттіла (фін. Mattila), у першому шлюбі Кайані (фін. Kajanne; 29 червня 1943, Гельсінкі, Фінляндія) — фінська політична діячка, з 2011 року — депутатка Європарламенту від Фінляндії (партія Зелений союз).

## Життєпис
Міністерка праці Фінляндії, депутат Європарламенту від Фінляндії, голова партії Зелений союз).
Народилася 29 червня 1943 року в Гельсінкі.
З 2005 по 2009 року — голова (лідерка) партії Зелений союз.
З 19 квітня 2007 року по 25 червня 2009 року — міністерка праці у другому кабінеті Ванганена.

## Депутатка Європарламенту
З 22 червня 2011 року замінила на посаді депутатки Європарламенту від Фінляндії Гейді Гауталу.
У січні 2013 року виступила з різкою критикою планів Європейського союзу з оновлення системи прикордонного контролю в умовах європейської економічної кризи.